# Grzegorz z Nyssy
Grzegorz z Nyssy (cs. святитель Григорий Нисский; ur. ok. 335 w Cezarei Kapadockiej, zm. 10 stycznia między 394–395) – biskup Nyssy, przez niektórych utożsamianej z dzisiejszym Nevşehir k. dawnej Cezarei kapadockiej. Jeden z ojców Kościoła, święty Kościołów: katolickiego, anglikańskiego, ormiańskiego, koptyjskiego, syryjskiego i prawosławnego.

## Życiorys

De virginitate

Grzegorz był synem św. Emilii i bratem św. Bazylego, św. Piotra z Sebasty i św. Makryny Młodszej. Tradycja rodzinna, jego ojciec był retorem, ukierunkowała go w dzieciństwie na drogę nauki, a także głębokiego życia religijnego (obydwoje rodzice zostali wpisani do katalogu świętych). Po śmierci żony, za namową swego brata przyjął święcenia kapłańskie i poświęcił się życiu ascetycznemu. Wszechstronnie wykształcony Grzegorz stał się jednym z najwybitniejszych teologów tamtych czasów. Pozostawił po sobie bardzo bogatą spuściznę pisarską, na którą złożyły się rozprawy teologiczne zwalczające błędy arianizmu, komentarze do Pisma św., dzieła ascetyczne oraz wiele kazań i listów. Wstąpił do klasztoru nad Morzem Czarnym. W roku 371 (według innych źródeł w 372) został powołany na biskupa Nyssy (dziś Nevşehir) w Kapadocji. Początki jego urzędowania nie były łatwe, bowiem, jak mówił o tym św. Bazyli, Grzegorz był zbyt pobłażliwy i łatwowierny, a przy tym pozbawiony taktu. W późniejszym okresie na dwa lata został odsunięty od urzędu pod fałszywym zarzutem sprzeniewierzenia majątku Kościoła. W roku 380 został wybrany metropolitą Sebasty.
Uczestniczył w soborze w Konstantynopolu (381), gdzie bronił nicejskiego wyznania wiary, przeciw arianom. Miał być tam głównym autorem projektu nowego, ogłoszonego przez ten Sobór nicejsko-konstantynopolitańskiego wyznania wiary, który w uzupełnieniu do Nicejskiego symbolu wiary definiował Boską Naturę Ducha Świętego. Nazywano go „kolumną Kościoła” i „Filarem Ortodoksji”. Dla potomnych pozostał w pamięci jako człowiek otwarty i miłujący pokój, współczujący biednym i chorym.
Walczącego z herezją arian hierarchę z powodu ich intryg pozbawiono katedry i skazano na wygnanie. Dopiero po ośmiu latach zrehabilitował go cesarz Gracjan.
Święty Grzegorz zmarł w wieku ok. 60 lat.

## Kult
Wraz z Bazylim Wielkim i Grzegorzem z Nazjanzu jest zaliczany do tzw. ojców kapadockich, trzech ojców Kościoła z IV wieku, którzy pochodzili z Kapadocji. Bronili oni wyznawców trynitarnego poglądu, który był oparty na ustaleniu twierdzenie słowa „współistotny” (ho·mo·ouʹsi·os) w stosunku do Ojca i Syna podczas soboru nicejskiego I. Sobór potępił herezję Ariusza i w ten utorował drogę do uchwalenia dogmatu o Świętej Trójcy.

## Dzień obchodów
Wspomnienie liturgiczne w Kościele katolickim i ewangelickim obchodzone jest 10 stycznia, w anglikańskim 19 lipca.
Kościoły wschodnie z uwagi na liturgię według kalendarza juliańskiego wspominają Świętego:
- Cerkiew prawosławna i Kościół ormiański - 10/23 stycznia[a], tj. 23 stycznia według kalendarza gregoriańskiego,
- Kościół syryjski - 1/14 stycznia, tj. 14 stycznia,
- Kościół koptyjski, posługujący się własnym kalendarzem, wspomina św. Grzegorza trzykrotnie: 16 stycznia, 14 października i 22 listopada[3].

## Dzieła
Do naszych czasów zachowały się kazania i traktaty napisane przez św. Grzegorza w obronie nauki ortodoksyjnej od herezji arian i macedonian.
- 379 - 394 r. - O stworzeniu człowieka (De opificio hominis); przeł. Marta Przyszychowska,WAM Źródła Myśli Teologicznej 39, Kraków 2006, s. 152, ISBN 83-7318-687-5; tekst grecki: PG 44, 123-256; SCh 6, wyd.Jean-Jacques Courtiau /1944/[4].
- Wielka Katecheza (Oratio catechetica magna), przeł. Wojciech Kania, [w:] Grzegorz z Nyssy, Wybór pism, Warszawa 1974 ATK PSP 14, s. 128-183; tekst grecki: Sources chrétiennes (SCh) 453, (oprac. Raymond Winling).
- 370 r. - O dziewictwie, SCh 119, wyd. M. Aubineau /1966/.

Inne dzieła:
- Komentarz do Pieśni nad Pieśniami (In Canticum Canticorum Homiliae, PG 44, 873nn; )
- Homilie do Błogosławieństw. M. Przyszychowska (przekład, wstęp i przypisy). Kraków: WAM, 2005, s. 101, seria: ŹMT 34. ISBN 83-7318-504-6.
- Homilie do Eklezjastesa. M. Przyszychowska (przekład, wstęp i przypisy). Kraków: WAM, 2009, s. 106, seria: ŹMT 51. ISBN 978-83-7505-197-1.
- O chrzcie Chrystusa (In baptismum Christi; PG 46, 592nn)
- O duszy i zmartwychwstaniu (De anima et resurrectione)
- O tych, którzy odkładają przyjęcie chrztu (De iis qui baptismum differunt; PG 46, 420nn)
- Przeciwko przeznaczeniu
- 379-381 r. - Życie Makryny (Vita Macrinae), SCh 178, wyd. P. Maraval /1971/.
- 379 - 383 r. - Przeciw Eunomiuszowi; cz.1, Sources chrétiennes 521, wyd. W. Jaeger /2008/[5].
- 391 - 394 r. - Żywot Mojżesza (De Vita Moysis, PG 44, 361nn; Sources chrétiennes 1, /3 wyd. 2000/; Żywot Mojżesza. S. Kalinkowski (przekład). Kraków:  WAM, 2009, s. 104, seria: ŹMT 50.